# ديفيد ليون شاندلير
ديفيد ليون شاندلير (بالإنجليزية: David Leon Chandler)‏ هو صحفي أمريكي، ولد في 26 مايو 1937، وتوفي في 23 يناير 1994.